# رابرت فریتس
رابرت فریتس (انگلیسی: Robert Freitag؛ ۷ آوریل ۱۹۱۶ – ۸ ژوئیهٔ ۲۰۱۰) یک کارگردان، و هنرپیشه اهل سوئیس بود.
از فیلم‌ها یا برنامه‌های تلویزیونی که وی در آن نقش داشته است می‌توان به فرار بزرگ، تصمیم قبل از شفق اشاره کرد.